# Lancet-vejbred
Lancetvejbred (Plantago lanceolata), ofte skrevet lancet-vejbred, er en flerårig, cirka 10-40 cm høj urt, der vokser på åbne, græsbevoksede arealer. Den kendes let fra andre arter af vejbred på sine lancetformede blade.

## Beskrivelse
Stænglen bærer et sortbrunt aks og er ellers bladløs. De lancetformede blade er samlet i en roset.
Den regelmæssige undersædige blomst har en hindeagtig sambladet krone med fire udstående flige og fire lange, udhængende, gullige støvdragere og et fjerformet støvfang. Frugten er en buddike (kapsel med låg) med kun 2 frø.

## Hjemsted
Lancetvejbred er meget almindelig overalt i Danmark på åbne, græsbevoksede arealer.
På Ørnebjerg nordøst for Tissø, Vestsjælland, findes arten i et fredet overdrev sammen med bl.a. alm. guldstjerne, alm. knopurt, alm. kongepen, alm. kællingetand, blåklokke, dunet vejbred, hulkravet kodriver, hundeviol, hvidkløver, håret star, kantet perikon, knoldet mjødurt, kornet stenbræk, lancetvejbred, lægeærenpris, prikbladet perikon, rødkløver, tjærenellike, tyndakset gøgeurt, vellugtende gulaks og vårvikke
| Portal | Portal:Botanik |